# Remonce

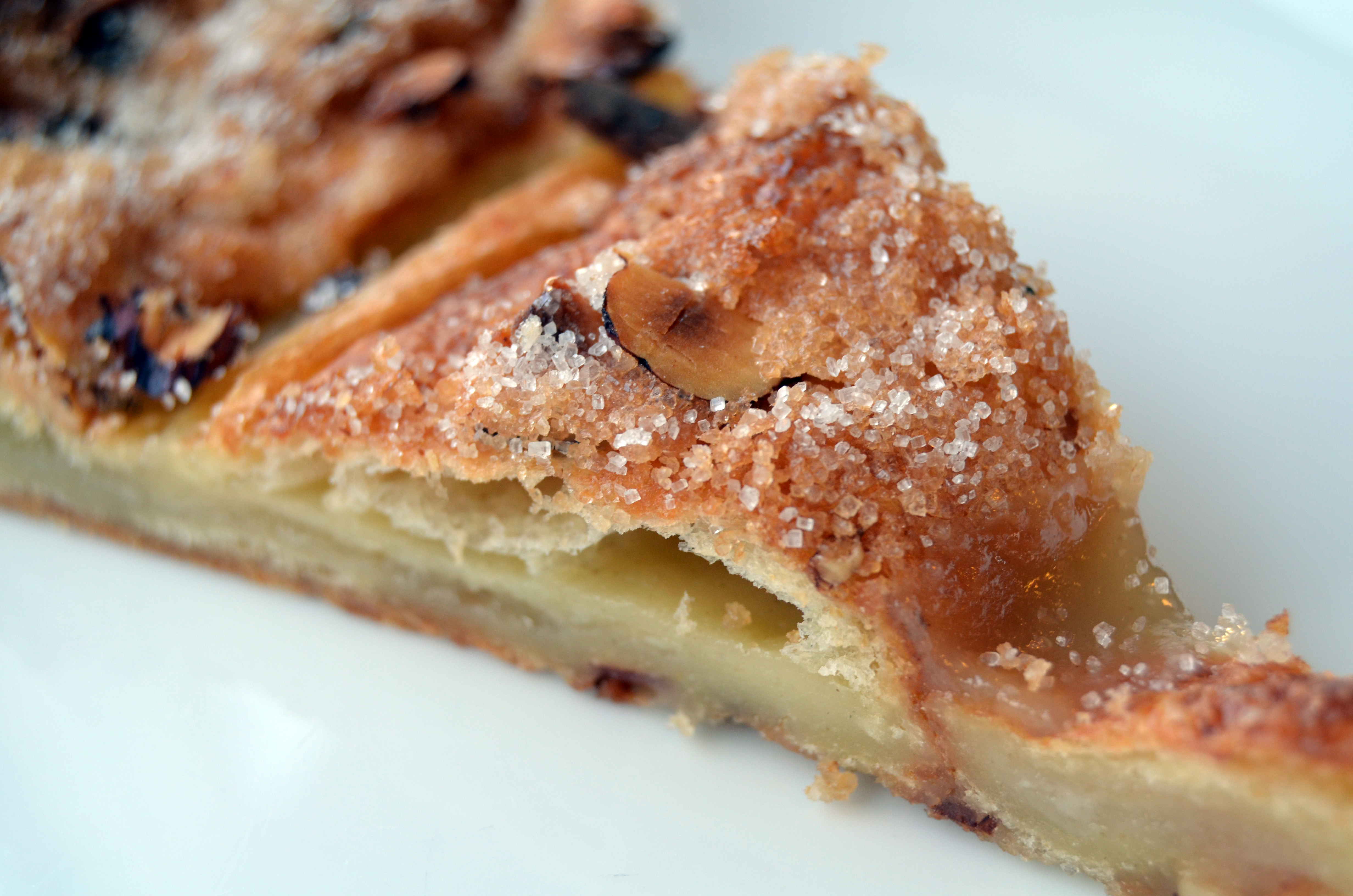
Remonce in einem Kringle.

Remonce (auch Remons, Remonge) ist eine Creme aus der dänischen Küche, die aus Butter (oder Margarine) und Zucker, Vanille(zucker) und manchmal Macaron-, Mandelmasse oder gehackten Mandeln hergestellt wird. Weitere Zutaten können Zimt oder Rosinen sein.
Die Creme dient als Füllung in Wienerbrød und verschiedenen Kuchen, während eine Remonce mit braunem Farinzucker im Brunsviger-Teig Verwendung findet.
Die Herkunft des Wortes „Remonce“ ist unbekannt. Es könnte als pseudofranzösisches Lehnwort  mit remonter verwandt und möglicherweise im 19. Jahrhundert von Schweizer Bäckern eingeführt worden sein. So könnte es vom italienischen rimanenza abstammen, das so viel wie Reste bedeutet, nachdem für die Remonce ältere Backreste wiederverwendet wurden. Anschließend könnte dieses Wort wieder auf französische Art umgewandelt worden sein.